# Steven Lustica
Steven Peter Lustica (* 12. April 1991 in Canberra) ist ein australischer Fußballspieler.

## Karriere
Lustica wurde 1991 in der australischen Hauptstadt Canberra als Sohn kroatischer Eltern geboren. Seine fußballerische Ausbildung erfuhr er ab seinem sechsten Lebensjahr bei Canberra Deakin und später auch an der ACT Academy of Sport, bevor er in der Saison 2008/09 in der neu gegründeten A-League National Youth League zum Nachwuchsteam des Sydney FC gehörte. Bei Sydney kam er beim Gewinn des Meistertitels über die Rolle als Ergänzungsspieler nicht hinaus, beim Finalsieg kam er nicht zum Einsatz. Nachdem er Paul Okon, Assistenztrainer von Gold Coast United, während des Australian Youth Olympic Festivals 2009 auffiel, wurde er zur Saison 2009/10 in deren Nachwuchsteam geholt.
Bei Gold Coast entwickelte sich Lustica schnell zum Führungsspieler und führte das Jugendteam 2010 und 2011 zum Titelgewinn in der National Youth League, daneben kam er in den beiden Spielzeiten auch sporadisch für das Profiteam in der A-League zum Einsatz. Obwohl Lustica 2011 Kapitän des Nachwuchsteams war, von den Spielern der NYL zum besten Spieler der Saison gewählt wurde und er fester Bestandteil des australischen U-20-Nationalteams war, erhielt der Mittelfeldakteur von Cheftrainer Miron Bleiberg am Saisonende kein Vertragsangebot für das Profiteam, weil nach dessen Meinung der 172 cm große Lustica nicht die erforderliche Physis für die A-League besäße.
Stattdessen wurde Lustica, ebenso wie sein Landsmann Ljubo Milicevic, im Juni 2011 als Neuzugang beim kroatischen Spitzenklub Hajduk Split vorgestellt. Kurze Zeit später sagte er seine Teilnahme an der U-20-Fußballweltmeisterschaft in Kolumbien ab, um die Saisonvorbereitung bei Hajduk nicht zu verpassen. Der Technische Direktor des australischen Fußballverbandes FFA, Han Berger, schloss daraufhin Konsequenzen für Lusticas weitere Karriere im australischen Nationaltrikot nicht aus. Lustica selbst gab in einem Interview im Oktober 2011 zu Protokoll, seit seiner Absage-Entscheidung keinen Kontakt mehr zu australischen Verbandsmitarbeitern gehabt zu haben.
Für Aufsehen in Australien sorgte Lustica nochmals kurze Zeit nach seinem Wechsel zu Hajduk, als er in einem Interview mit einem australischen Fußballmagazin um einen Vergleich zwischen seinem jetzigen Trainer Krassimir Balakow und Miron Bleiberg gebeten, mit „Bleiberg Who?“ antwortete und seinen Ex-Trainer in der Folge mit keiner Silbe mehr erwähnte. Bei Split etablierte sich Lustica bereits kurz nach seiner Ankunft im Profiteam, spielte bei den Hundert-Jahr-Feierlichkeiten des Klubs im Freundschaftsspiel gegen den FC Barcelona und erzielte im November 2011 gegen den NK Varaždin sein erstes Pflichtspieltor.
Anfang 2012 wurde er als einer von mehreren Hajduk-Spielern im Rahmen einer Kooperation für ein halbes Jahr in die 2. HNL an den NK Dugopolje verliehen. Nachdem Lustica in der Hinrunde der Saison 2012/13 bei Hajduk nur sporadisch zum Einsatz gekommen war, kehrte er für die Rückrunde auf Leihbasis zu Brisbane Roar nach Australien zurück. Unter dem dortigen Trainer Mike Mulvey spielte Lustica bereits für das Jugendteam von Gold Coast United. Lustica kam bis Saisonende zu zwölf Einsätzen und erzielte dabei zwei Tore. In den Meisterschafts-Finals erreichte er mit Brisbane das Halbfinale. Mitte des Jahres kehrte er mit Ablauf des Leihvertrags zu Hajduk Split zurück.
Nachdem er zu Beginn der Saison 2013/14 nur zu einem Kurzeinsatz für Hajduk gekommen war, löste Lustica Mitte September seinen Vertrag auf und unterschrieb beim A-League-Klub Adelaide United einen Ein-Jahres-Vertrag.

## Erfolge
- Meister der National Youth League: 2008/09, 2009/10, 2010/11
- Most Valuable Player der National Youth League: 2010/11
- U-19-Vize-Asienmeister: 2010 (2 Einsätze)